# جيف شيلتون
جيف شيلتون (بالإنجليزية: Geoff Shelton)‏ هو لاعب دوري الرغبي بريطاني، ولد في سبتمبر 1940 في ليدز في المملكة المتحدة، وتوفي في أغسطس 2012.